# Campanula alpina
La campanula alpina (nome scientifico Campanula alpina Jacq., 1762) è una pianta erbacea dai fiori blu a forma di campanella appartenente alla famiglia delle Campanulaceae.

## Etimologia
Il nome generico (campanula) deriva dalla forma a campana del fiore; in particolare il vocabolo deriva dal latino e significa: piccola campana.

Dalle documentazioni risulta che il primo ad usare il nome botanico di “Campanula” sia stato il naturalista belga Rembert Dodoens, vissuto fra il 1517 e il 1585. Tale nome comunque era in uso già da tempo, anche se modificato, in molte lingue europee. Infatti nel francese arcaico queste piante venivano chiamate “Campanelles” (oggi si dicono “Campanules” o “Clochettes”), mentre in tedesco vengono dette “Glockenblumen” e in inglese “Bell-flower” o “Blue-bell”. In italiano vengono chiamare “Campanelle”. Tutte forme queste che derivano ovviamente dalla lingua latina. L'epiteto specifico (alpina) si riferisce la tipico habitat di queste piante.

Il nome scientifico della specie è stato definito per la prima volta dal medico, chimico e botanico olandese Nikolaus Joseph von Jacquin (Leida, 16 febbraio 1727 – Vienna, 26 ottobre 1817) nella pubblicazione Enumeratio Stirpium Pleraumque, quae sponte crescunt in agro Vindobonensi - 36; 210. 1762" del 1762.

## Descrizione

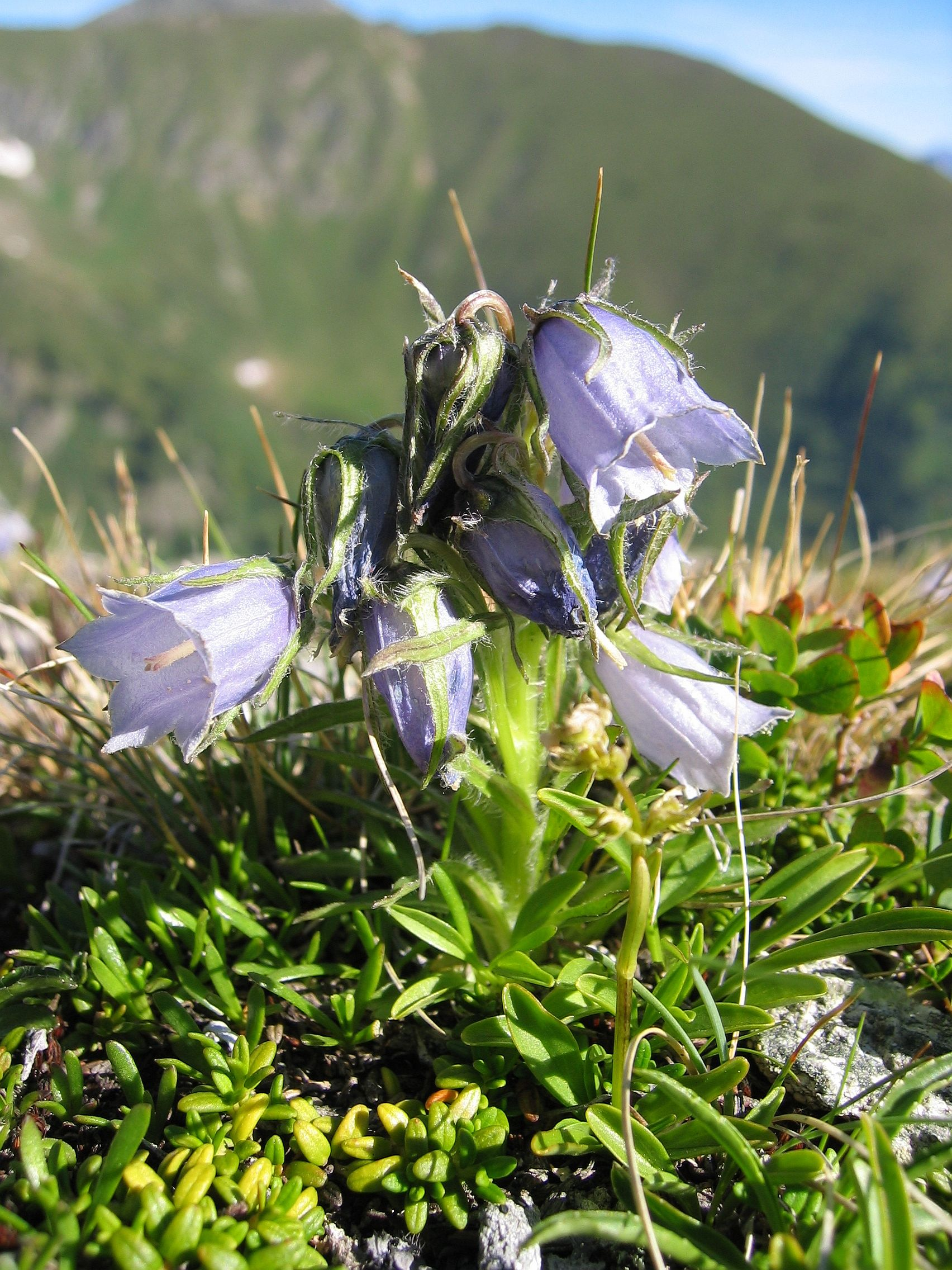
Habitat

Queste piante possono arrivare fino a 5 – 20 cm di altezza. La forma biologica è emicriptofita scaposa (H scap), ossia in generale sono piante erbacee, a ciclo biologico perenne, con gemme svernanti al livello del suolo e protette dalla lettiera o dalla neve e sono dotate di un asse fiorale eretto e spesso privo di foglie. In alcuni casi il ciclo biologico può essere bienne. Contengono lattice lattescente e accumulano inulina.

### Radici
Le radici sono secondarie da rizoma.

### Fusto
La parte aerea del fusto è eretta e ramosa (con infiorescenza a più fiori).

### Foglie
Le foglie si dividono in basali e cauline e sono disposte in modo spiralato e senza stipole. Le foglie basali sono disposte in rosetta ed hanno delle forme lanceolato-spatolate, sono crenulate ed ispide. Quelle cauline sono più ridotte ed hanno delle lamine lineari.

### Fiore

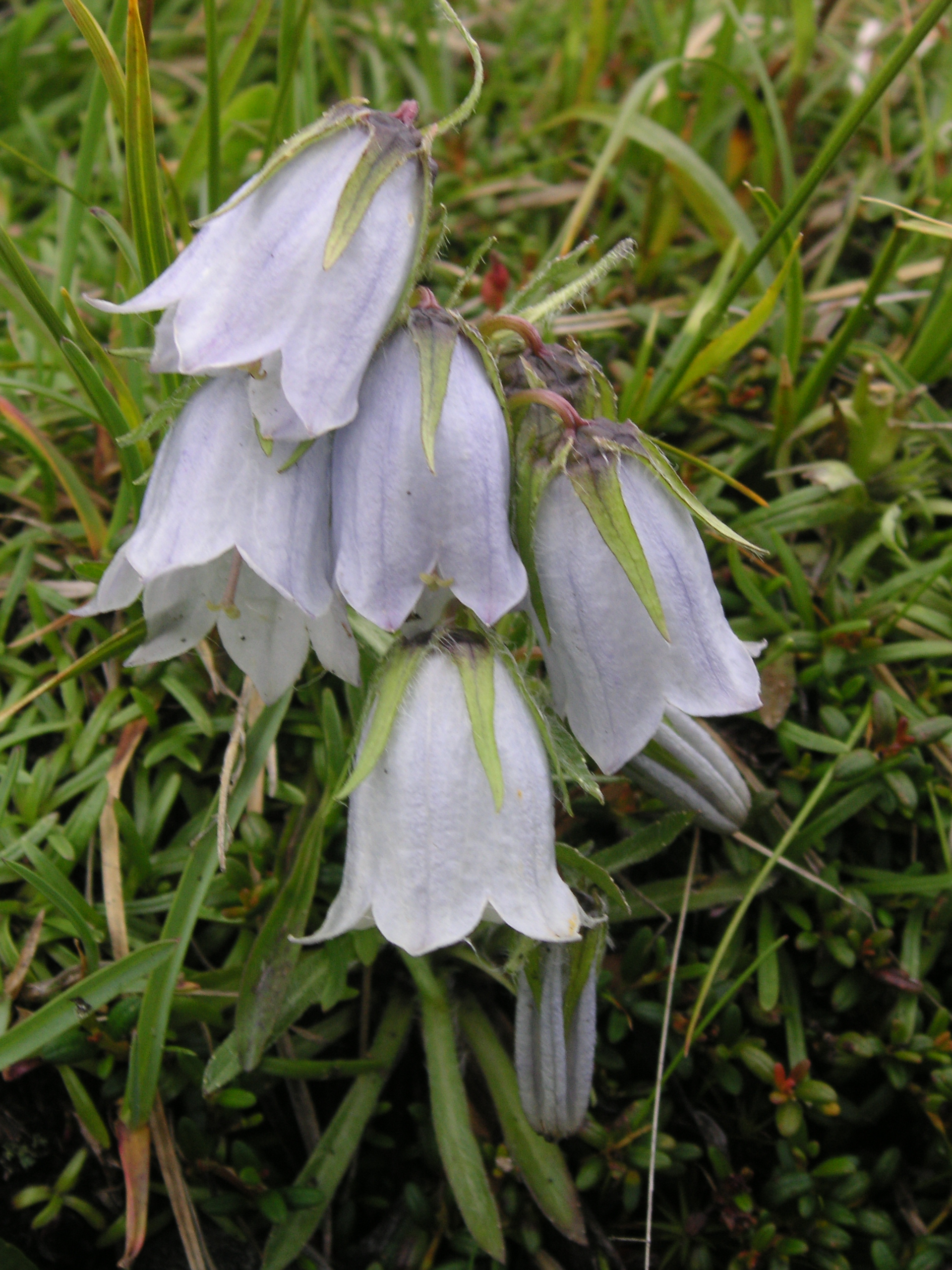
Infiorescenza

Le infiorescenze di tipo racemoso sono formate da numerosi fiori dalla tipica forma campanulata. Non sono presenti brattee. I fiori sono tetra-ciclici, ossia sono presenti 4 verticilli: calice – corolla – androceo – gineceo (in questo caso il perianzio è ben distinto tra calice e corolla) e pentameri (ogni verticillo ha 5 elementi). I fiori sono ermafroditi e attinomorfi.
- Formula fiorale: per questa pianta viene indicata la seguente formula fiorale:

K (5), C (5), A (5), G (2-5), infero, capsula
- Calice: il calice è formato da 5 sepali lineari più o meno concresciuti. Tra un dente e l'altro del calice è inserita una appendice riflessa. Il calice è più breve della corolla.
- Corolla: la corolla campanulata è formata da 5 petali più o meno concresciuti in un tubo; i denti della corolla, appena carenati, sono brevi e ottusi. Il colore è azzurro-violaceo. I petali sono privi di ali marginali. Lunghezza della corolla: 10 – 20 mm.
- Androceo: gli stami sono 5 con antere, libere (ossia saldate solamente alla base) e filamenti sottili ma membranosi alla base. Il polline è 3-porato e spinuloso.
- Gineceo: lo stilo è unico con 3 stigmi. L'ovario è infero, 3-5-loculare con placentazione assile (centrale), formato da 5 carpelli. Lo stilo possiede dei peli per raccogliere il polline. L'ovario è privo del disco nettarifero.
- Fioritura: da giugno a luglio (agosto)

### Frutti
I frutti sono delle capsule poricide 3-loculare, ossia deiscenti mediante pori laterali aprentesi inferiormente ai denti calicini; i semi sono molto minuti.

## Riproduzione
- Impollinazione: l'impollinazione avviene tramite insetti (impollinazione entomogama). In queste piante è presente un particolare meccanismo a "pistone": le antere formano un tubo nel quale viene rilasciato il polline raccolto successivamente dai peli dallo stilo che nel frattempo si accresce e porta il polline verso l'esterno.[8]
- Riproduzione: la fecondazione avviene fondamentalmente tramite l'impollinazione dei fiori (vedi sopra).
- Dispersione: i semi cadendo a terra (dopo essere stati trasportati per alcuni metri dal vento, essendo molto minuti e leggeri – disseminazione anemocora) sono successivamente dispersi soprattutto da insetti tipo formiche (disseminazione mirmecoria).

## Distribuzione e habitat

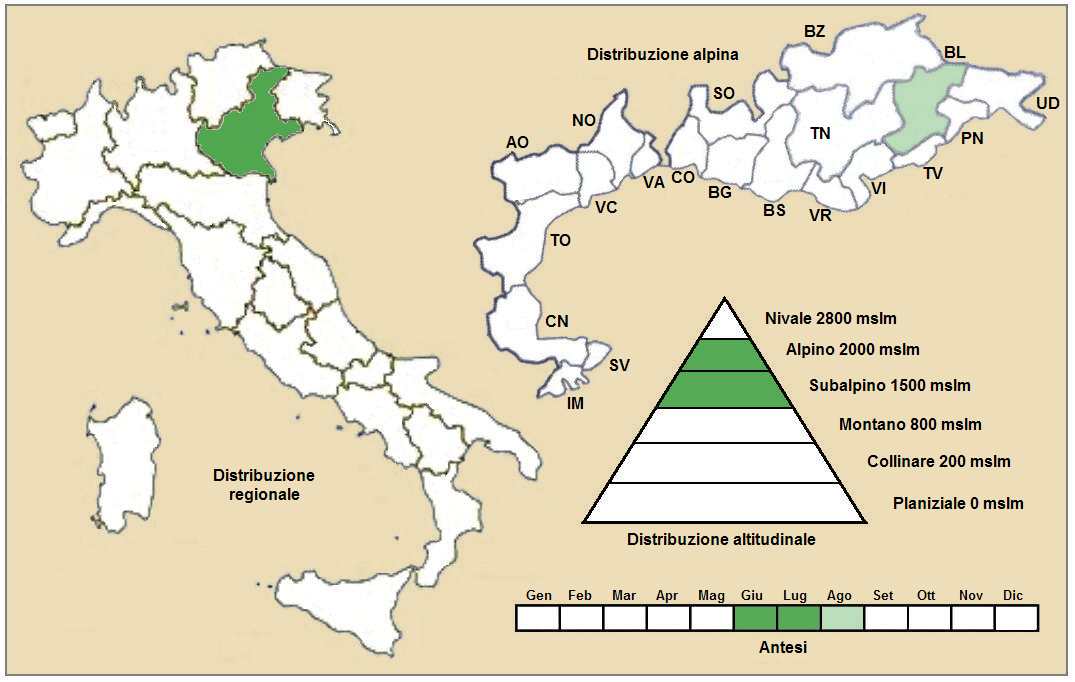
Distribuzione della pianta
(Distribuzione regionale – Distribuzione alpina)

- Geoelemento: il tipo corologico (area di origine) è Orofita - Sud Est Europeo.
- Distribuzione: in Italia questa specie è presente solamente nelle Alpi Orientali (Passo Falzarego - Alpi Bellunesi), ma da verificare.[6] Oltre confine si trova nelle Alpi dell'Austria (Länder del Salisburgo, Carinzia, Stiria, Austria Superiore e Austria Inferiore) e in Slovenia. Sui rilievi collegati alle Alpi si trova nei Monti Balcani e nei Carpazi.[10] In Europa è presente soprattutto nell'areale sud-orientale.
- Habitat: l'habitat tipico sono i pascoli alpini calcarei; ma anche le praterie rase alpine e subalpine e lande e popolamenti a lavanda. Il substrato preferito è siliceo/calcareo ma anche siliceo con pH acido, bassi valori nutrizionali del terreno che deve essere mediamente umido.[10]
- Distribuzione altitudinale: sui rilievi queste piante si possono trovare da 1000 fino a 2000 m s.l.m.; frequentano quindi i seguenti piani vegetazionali: subalpino e alpino.

### Fitosociologia
Dal punto di vista fitosociologico Campanula alpina appartiene alla seguente comunità vegetale:
Formazione: delle comunità delle praterie rase dei piani subalpino e alpino con dominanza di emicriptofite
Classe: Juncetea trifidi
Ordine: Caricetalia curvulae

## Tassonomia
La famiglia di appartenenza della Campanula alpina (Campanulaceae) è relativamente numerosa con 89 generi per oltre 2000 specie (sul territorio italiano si contano una dozzina di generi per un totale di circa 100 specie); comprende erbacee ma anche arbusti, distribuiti in tutto il mondo, ma soprattutto nelle zone temperate. Il genere di questa voce appartiene alla sottofamiglia Campanuloideae (una delle cinque sottofamiglie nella quale è stata suddivisa la famiglia Campanulaceae) comprendente circa 50 generi (Campanula è uno di questi). Il genere Campanula a sua volta comprende 449 specie (circa 50 nella flora italiana) a distribuzione soprattutto circumboreale.

Il numero cromosomico di C. alpina è: 2n = 34.

### Sottospecie
Per questa specie è riconosciuta la seguente sottospecie:
- Campanula alpina subsp. orbelica (Pancic) Pancic

Non tutte le checklist riconoscono com valida questa sottospecie.

### Filogenesi
Recenti studi filogenetici hanno cercato di chiarire le relazioni e i collegamenti che la Campanula alpina ha nei suoi tre principali areali europei: Alpi Orientali, Monti Balcani e Monti Carpazi. L'analisi del DNA dei cloroplasti ha rivelato una massima differenziazione genetica tra le Alpi e i Carpazi suggerendo quindi un isolamento a lungo termine tra le popolazioni di queste due catene montuose. In particolare le ricerche hanno evidenziato i Carpazi come zona ancestrale dalla quale poi la C. alpina ha raggiunto i Balcani e quindi le Alpi. I dati inoltre rivelano un tempo relativamente antico per questa colonizzazione. Nei Balcani, i dati molecolari e i caratteri morfologici supportano una evoluzione divergente (e quindi endemica) della sottospecie orbelica.

### Sinonimi
Questa entità ha avuto nel tempo diverse nomenclature. L'elenco seguente indica alcuni tra i sinonimi più frequenti:
- Campanula alpina subsp. alpina
- Campanula alpina subsp. orbelica (Pancic) Urum.
- Campanula alpina var. albiflora Schur
- Campanula alpina var. calyculata  Schur
- Campanula alpina var. frigida  Schur
- Campanula alpina var. haynaldii  (Szontágh) Nyman
- Campanula ciblesii  Prodán
- Campanula haynaldii  Szontágh
- Campanula orbelica Pancic
- Marianthemum alpinum  (Jacq.) Schur

### Specie simili
Specie simili con habitat e areali abbastanza comuni (le zone alpine) sono:
- Campanula alpestris All-: si differenzia per le corolle più grandi e l'infiorescenza formata da fiori unici; inoltre l'areale è posizionato all'estremità orientale delle Alpi.
- Campanula barbata L.: si differenzia per le appendici allungate del calice e la corolla barbata alle fauci; il colore della corolla è più pallido.

## Altre notizie
La campanula alpina in altre lingue è chiamata nei seguenti modi:
- (DE)  Alpen-Glockenblume
- (FR)  Campanule des Alpes
- (EN)  Alpine Bellflower